# Lalande-en-Son
Lalande-en-Son – miejscowość i gmina we Francji, w regionie Hauts-de-France, w departamencie Oise.
Według danych na rok 1990 gminę zamieszkiwało 567 osób, a gęstość zaludnienia wynosiła 95 osób/km² (wśród 2293 gmin Pikardii Lalande-en-Son plasuje się na 486. miejscu pod względem liczby ludności, natomiast pod względem powierzchni na miejscu 786.).